# Wolverhampton Wanderers Football Club 2016-2017

## Rosa
| N. |                        | Ruolo | Calciatore             |
| -- | ---------------------- | ----- | ---------------------- |
| 1  | Nigeria (bandiera)     | P     | Carl Ikeme             |
| 2  | Irlanda (bandiera)     | D     | Matt Doherty           |
| 3  | Portogallo (bandiera)  | D     | Sílvio                 |
| 4  | Galles (bandiera)      | C     | David Edwards          |
| 5  | Inghilterra (bandiera) | D     | Richard Stearman       |
| 6  | Inghilterra (bandiera) | D     | Danny Batth (capitano) |
| 8  | Inghilterra (bandiera) | C     | George Saville         |
| 9  | Mali (bandiera)        | A     | Nouha Dicko            |
| 10 | Irlanda (bandiera)     | A     | Joe Mason              |
| 11 | Inghilterra (bandiera) | C     | Jordan Graham          |
| 12 | Inghilterra (bandiera) | C     | Jed Wallace            |
| 14 | Galles (bandiera)      | C     | Lee Evans              |
| 16 | Inghilterra (bandiera) | C     | Conor Coady            |
| 17 | Portogallo (bandiera)  | C     | Hélder Costa           |
| 18 | Inghilterra (bandiera) | D     | Dominic Iorfa          |

| N. |                        | Ruolo | Calciatore                |
| -- | ---------------------- | ----- | ------------------------- |
| 19 | Inghilterra (bandiera) | C     | Jack Price                |
| 21 | Inghilterra (bandiera) | P     | Andrew Lonergan           |
| 22 | Islanda (bandiera)     | A     | Jón Daði Böðvarsson       |
| 25 | Paesi Bassi (bandiera) | A     | Paul Gladon               |
| 26 | Nigeria (bandiera)     | A     | Bright Enobakhare         |
| 27 | Marocco (bandiera)     | C     | Romain Saïss              |
| 29 | Inghilterra (bandiera) | D     | Cameron Borthwick-Jackson |
| 30 | Inghilterra (bandiera) | D     | Kortney Hause             |
| 39 | Galles (bandiera)      | A     | Aaron Collins             |
| 50 | Portogallo (bandiera)  | C     | Ivan Cavaleiro            |
| 60 | Inghilterra (bandiera) | D     | Mike Williamson           |
| 63 | Austria (bandiera)     | C     | Andreas Weimann           |
|    | Scozia (bandiera)      | D     | Barry Douglas             |
|    | Polonia (bandiera)     | A     | Michał Żyro               |

### Staff tecnico
- Allenatore:  Paul Lambert
- Vice-Allenatore:  Rob Edwards
- Vice-Allenatore:  Stuart Taylor
- Preparatore dei portieri:  Pat Mountain
- Preparatore atletico:  Tony Daley
- Medico sociale: ?
- Fisioterapista: ?